# Jalal Keshmiri
Jalal Ali Keshmiri  (né le 25 mars 1939 à Téhéran et mort le 6 février 1999 à Reno aux États-Unis) est un athlète iranien, spécialiste du lancer du poids et du lancer du disque.

## Biographie
Il remporte la médaille d'or du lancer du disque lors des championnats d'Asie 1973, à Manille et remporte par ailleurs les titres du lancer du poids et du lancer du disque aux Jeux asiatiques de 1974.

### Palmarès
| Date | Compétition         | Lieu    | Résultat | Épreuve          | Performance |
| ---- | ------------------- | ------- | -------- | ---------------- | ----------- |
| 1966 | Jeux asiatiques     | Bangkok | 3e       | Lancer du poids  | 16,02 m     |
| 1966 | Jeux asiatiques     | Bangkok | 2e       | Lancer du disque | 49,30 m     |
| 1970 | Jeux asiatiques     | Bangkok | 2e       | Lancer du poids  | 16,96 m     |
| 1970 | Jeux asiatiques     | Bangkok | 2e       | Lancer du disque | 51,40 m     |
| 1973 | Championnats d'Asie | Manille | 1er      | Lancer du disque | 51,20 m     |
| 1974 | Jeux asiatiques     | Téhéran | 1er      | Lancer du poids  | 18,04 m     |
| 1974 | Jeux asiatiques     | Téhéran | 1er      | Lancer du disque | 56,82 m     |
| 1975 | Championnats d'Asie | Séoul   | 2e       | Lancer du disque | 53,78 m     |

### Records
| Épreuve          | Performance | Lieu      | Date          |
| ---------------- | ----------- | --------- | ------------- |
| Lancer du poids  | 18,58 m     | Berkeley  | 1er juin 1974 |
| Lancer du disque | 61,06 m     | Lancaster | 19 mai 1974   |